# ジョン・ギリランド
ジョン・サンフォード・ギリランド・ジュニア（John Sanford Gilliland, Jr.、1935年10月18日 - 1998年7月27日）は、アメリカ合衆国のラジオ・ブロードキャスター、ドキュメンタリー制作者で、特に音楽を取り上げたラジオ・ドキュメンタリー番組『ポップ・クロニクルズ』の制作者として、また、制作集団「ザ・クレディビリティ・ギャップ (The Credibility Gap)」のオリジナル・メンバーのひとりとして知られた。テキサス州クワーナに生まれ、同地で死去した。テキサス州やカリフォルニア州の数多くのラジオ局で働いたが、代表的な局はサンディエゴのKOGO（1961年 – 1965年）、ロサンゼルスのKRLA 1110（1965年 – 1970年）、サンフランシスコのKSFO（1971年 – 1978年）であった。

## 経歴

### テキサス州のラジオ局
ギリランドのラジオにおける経歴は、1952年に地元テキサス州クワーナのKOLJから始まった。テキサスクリスチャン大学在学中に、彼はフォートワースのKCULでディスクジョッキーとして働いた。彼の番組は『The House of Wax』と『The Man on the Beat』であった。1959年から1961年にかけて、彼はダラスのKLIFで働いた。彼はヒューストンのKILTでも働いていた。

### カリフォルニア州のラジオ局
サンディエゴのKOGOのニュース部門に、ギリランドは「ジョン・ランド (John Land)」、「ジョニー・ランド (Johnny Land)」などと偽名を名乗って加わった。
1965年、ギリランドはロサンゼルス郡のKRLA 1110のニュース部門に加わり、そこでニュース報道にお笑いの要素を盛り込む制作集団「ザ・クレディビリティ・ギャップ」のオリジナル・メンバーのひとりとなった。同じく創設メンバーのひとりであったリチャード・ビーブは、ギリランドについて次のように述べている。
ジョンは、「ギャップ」の中枢を担っていたが、彼にとっては「ポップ・クロニクルズ」の仕事の方が、常に一番だった。まるでいつもそっちばかりやっていたようにさえ思える。ジョンは様々な才能に恵まれた、楽しい奴だった。
ギリランドはラジオ・ドキュメンタリー「ポップ・クロニクルズ」のための調査に、放送が始まる2年以上も前から取り組んでいた。この番組は、1950年代と1960年代のポピュラー音楽をカバーし、当初はKRLA 1110から放送され、後には他の局でも流れるようになり、現在はオンラインでも聴取可能になっている。
1971年からは、サンフランシスコのKSFOで、平日19時から24時の帯番組を担当した。彼の番組では、『ポップ・クロニクルズ』の再放送、昔懐かしいラジオの時間、 『Mystery Theater』、『The Comedy Hour』、『The Great LPs』などがコーナーとして盛り込まれていた。同局にいる間、1972年からは、1940年代のポピュラー音楽を取り上げた『ポップ・クロニクルズ 40's (The Pop Chronicles 40's)』を制作，放送し始めた。KSFOにおけるギリランドの担当時間帯は、ジェリー・ゴードンが引き継いだ。

### 引退
ギリランドは、1978年にKSFOを離れ、生まれ故郷のテキサス州へ戻った。彼は『ポップ・クロニクルズ：40's』をカセットテープ4巻のオーディオブックに編集して出版し、後には『ザ・ビッグ・バンド・クロニクル (The Big Band Chronicles)』と改題した。引退後のギリランドは、ヒューストンのKREBや、クワーナのKXICで少し仕事をしていた。ギリランドは1998年に死去した。2003年、ギリランドの姉（または妹）は『ポップ・クロニクルズ』のテープを北テキサス大学の音楽図書館に寄贈し、「ジョン・ギリランド・コレクション (The John Gilliland Collection)」が編成された

## ディスコグラフィ
- 1968: An Album of Political Pornography, with Lew Irwin and The Credibility Gap（ブルー・サム・レコード）[17]
- 1994:  Pop Chronicles the 40's: The Lively Story of Pop Music in the 40's (Mind's Eye)  ISBN 978-1-55935-147-8. OCLC 31611854.[12]